# Нигозети
Нигозети (груз. ნიგოზეთი) — село в Грузии, на территории Чиатурского муниципалитета края (мхаре) Имеретия.

## География
Село находится на западе центральной части Грузии, на левом берегу реки Садзалихеви, на расстоянии приблизительно 7 километров (по прямой) к юго-востоку от города Чиатура, административного центра муниципалитета. Абсолютная высота — 714 метров над уровнем моря.

## Население
По результатам официальной переписи населения 2014 года, в Нигозети проживало 446 человек (225 мужчин и 221 женщина). В национальной структуре населения грузины составляли 100 %.
| Год  | Население, человек |
| ---- | ------------------ |
| 2002 | 666                |
| 2014 | ↘ 446              |